# Leonardo Incorvaia
Leonardo Incorvaia (Rosario, Santa Fe, Argentina, 25 de junio de 1992) es un futbolista profesional argentino que actualmente se desempeña como marcador central en Alvarado de la Primera Nacional de Argentina.

## Trayectoria

### Inferiores
Comenzó a jugar al fútbol en su Rosario natal en las divisiones inferiores de Newell's Old Boys hasta que fue apartado del plantel en 2015. Continuó jugando como juvenil en la Asociación Deportiva Juan XXIII, hasta que se unió a la escuela futbolística Alianza Sport. En 2011 consiguió sumarse a las inferiores de Ferro con edad de cuarta categoría.

### Ferro
Debutó con el primer equipo el 27 de marzo de 2014 en un encuentro entre Ferro y Sportivo Italiano por la Copa Argentina. En dicho año firma su primer contrato profesional indicando que su objetivo era ascender con Ferro. Casi logra ello en el Campeonato de Primera B Nacional 2015, en el que Ferro terminó eliminado en la serie semifinal por el segundo ascenso. 

### Silema Wanderers
Luego de un paso de seis meses por Barracas Central donde no jugó un solo partido, aceptó una propuesta para jugar en el Silema Wanderers de la Premier League de Malta. Estuvo sólo cuatro meses en ese club, disputando en total unos 10 partidos.

## Clubes
| Club             | País        | Año         |
| ---------------- | ----------- | ----------- |
| Ferro            | Argentina   | 2014-2016   |
| Barracas Central | Argentina   | 2016        |
| Sliema Wanderers | Malta       | 2017        |
| UAI Urquiza      | Argentina   | 2017-2018   |
| San Telmo        | Argentina   | 2018        |
| APC Chions       | Italia      | 2019        |
| Mons Calpe       | Gibraltar   | 2019        |
| Mushuc Runa      | Ecuador     | 2020        |
| Isidro Metapán   | El Salvador | 2021        |
| East Riffa       | Baréin      | 2021        |
| Temperley        | Argentina   | 2022        |
| Sp. Ameliano     | Paraguay    | 2022        |
| Barnechea        | Chile       | 2023        |
| Cerro            | Uruguay     | 2024 - Act. |

## Estadísticas
- Actualizado hasta el 06 de junio de 2016.

| Ferro Argentina |                     |                     |    |   |   |   |   |   |   |   |    |    |   |   |
| 2.ª | 2013-14             | 6                   | 0  | 0 | 2 | 0 | 0 | — | — | — | 8  | 0  | 0 |   |
| 2.ª | 2014                | 4                   | 0  | 0 | 1 | 0 | 0 | — | — | — | 5  | 0  | 0 |   |
| 2.ª | 2015                | 7                   | 0  | 0 | 1 | 0 | 0 | — | — | — | 8  | 0  | 0 |   |
| 2.ª | 2016                | 10                  | 0  | 0 | 1 | 0 | 0 | — | — | — | 11 | 0  | 0 |   |
| Total | Total               | 27                  | 0  | 0 | 5 | 0 | 0 | 0 | 0 | 0 | 32 | 0  | 0 |   |
| Total en su carrera | Total en su carrera | Total en su carrera | 27 | 0 | 0 | 5 | 0 | 0 | 0 | 0 | 0  | 32 | 0 | 0 |
| (1) La copa nacional se refiere a la Copa Argentina y Supercopa Argentina . (2) La copa internacional se refiere a la Copa Sudamericana, Recopa Sudamericana, Copa Libertadores y Copa Suruga Bank. (3) Promedio de goles recibidos por partidos no incluye goles recibidos en partidos amistosos. |                     |                     |    |   |   |   |   |   |   |   |    |    |   |   |